# Fadeaway

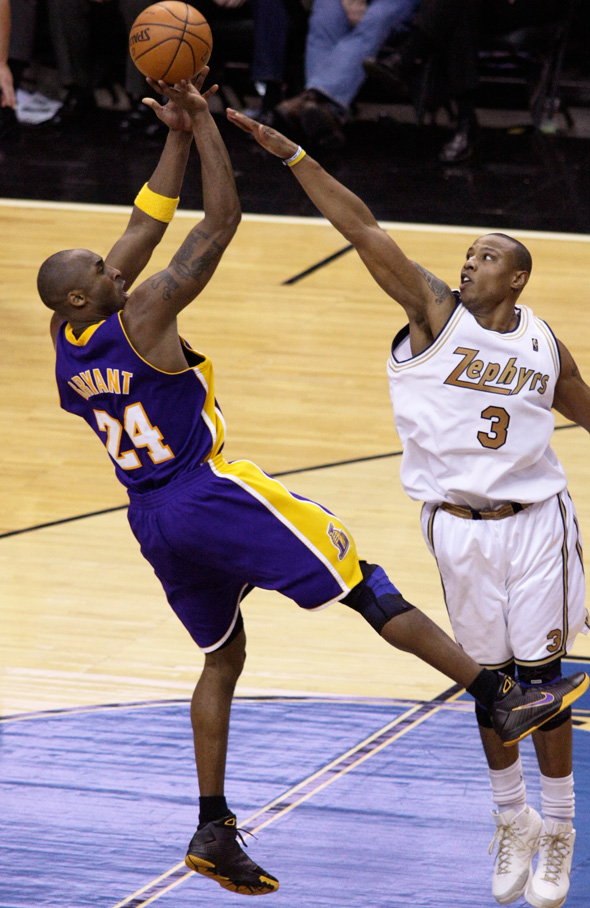
Kobe Bryant tire en fadeaway devant Caron Butler.

Un fadeaway est, en basket-ball, un tir au panier effectué lors d'un saut vers l'arrière.
L'objectif est de créer un espace entre le tireur et le défenseur, ce qui rend ce tir beaucoup plus difficile à contrer. Toutefois, cet avantage a un inconvénient. Le tireur doit avoir une très bonne précision et doit utiliser plus de force dans un temps relativement court. De plus, comme le mouvement est à l'opposé du panier, le tireur a moins de chance d'attraper son propre rebond.
Dirk Nowitzki, Michael Jordan et Kobe Bryant sont parmi les tireurs les plus connus de fadeaway.
Chez les femmes, Napheesa Collier qui évolue en WNBA est aussi un modèle du genre.